# Извињавамо се, много се извињавамо
Извињавамо се, много се извињавамо је југословенски телевизијски филм из 1976. године коју је режирала Соја Јовановић. Сценарио је написао Милан Николић.
Ова телевизијска комедија 1993. године проглашена је за најбољу тв драму по оцени критике и публике.
Поводом 50 година РТС-а према оцени критичара и гледалаца уврштена 2008. године међу 10 најбољих драма снимљених у историји РТС-а.

## Радња
Милић Барјактаревић, успешни пољопривредник, вишеструки шампион у такмичењу узгајања пољопривредних култура, у животу има све сем оно најважније - жену и сопствену породицу. Од сајма до сајма, путује са спремном крштеницом у џепу, надајући се да ће наићи на жену свог живота, сродну душу која ће пристати да с њим живи на селу. У возу за Београд среће усамљену режисерку из Београда.

## Улоге
| Глумац                  | Улога                |
| ----------------------- | -------------------- |
| Милена Дравић           | Борка                |
| Слободан Ђурић          | Милић Барјактаревић  |
| Михајло Бата Паскаљевић | директор хотела      |
| Милан Поповић           | кондуктер у аутобусу |
| Ратко Сарић             | кондуктер у возу     |